# مدفع (تضاريس)

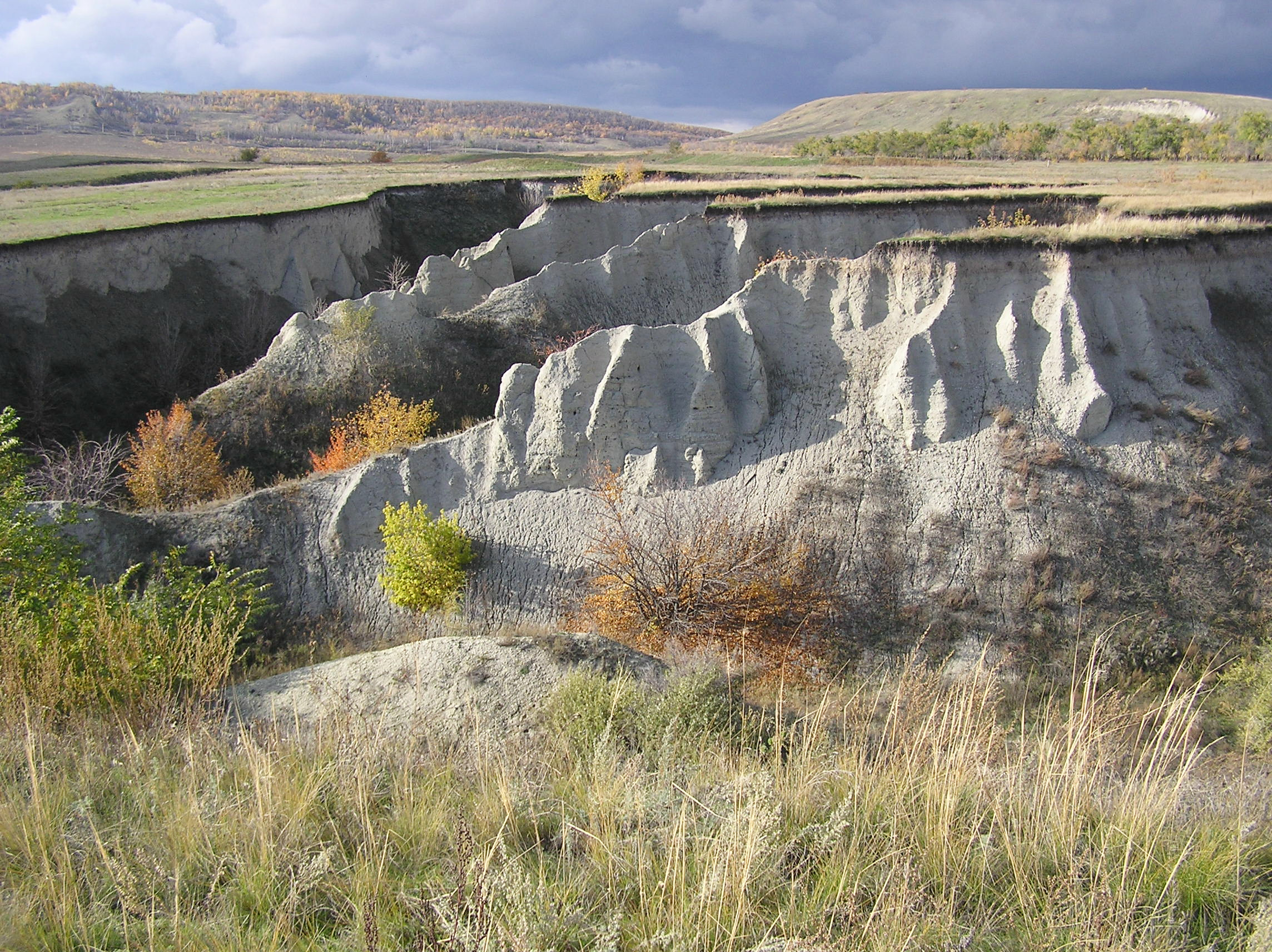
مدفع في ساراتوف أوبلاست بروسيا

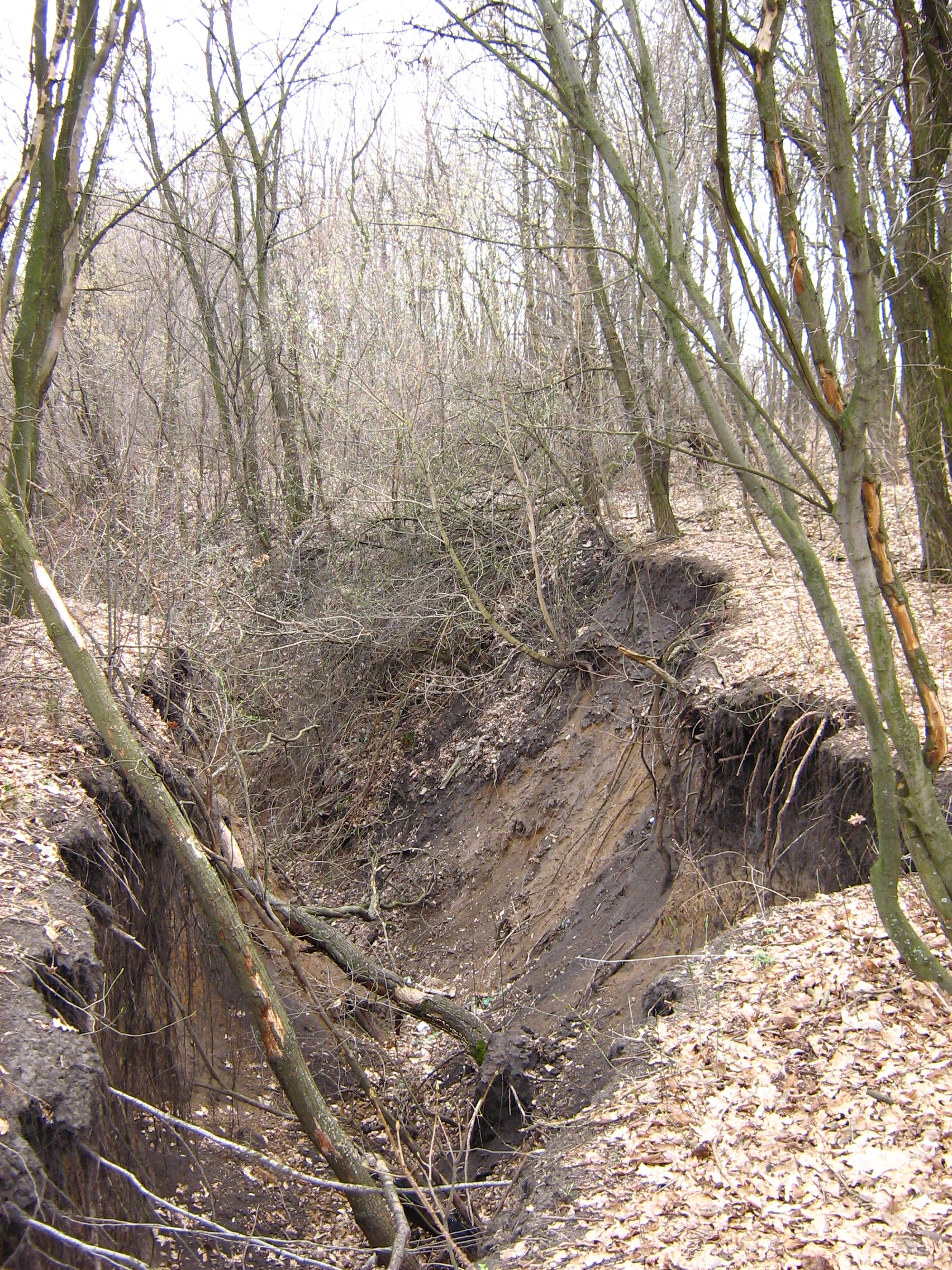
مَدفع في خاركيف أوبلاست بأكرانيا.

الأخدود أو المَدْفع والجمع مَدَافِع هو تكوين أرضي ناتج عن التعرية القوية للمياه الجارية في التراب وعادة ما توجد في سفوح التلال، وفي شكلها تشبه الخنادق أو الأودية الصغيرة ولكن عرضها وعمقها يراوح من أمتار قليلة إلى عشرات الأمتار. وفي خلال عملية تكوين المدافع قد يكون التدفق الحجمي للمياه عالياً؛ مما يؤدي إلى التعرية العميقة للتربة.